# Lista Komisji Prawdy i Pojednania
Komisje Prawdy i Pojednania są powoływane pod różnymi nazwami w celu udokumentowania wykroczeń ludzi w czasach zamieszek, wojen domowych czy dyktatury.
- Argentyna
  - Narodowa Komisja do Spraw Zbrojnych Porwań (Comisión Nacional  sobre la Desaparición de Personas)
- Chile
  - Komisja Prawdy i Pojednania (Comisión Nacional de Verdad y Reconciliación, "Raport Rettiga")
  - Narodowa Komisja do Spraw Więźniów Politycznych i Tortur ("La Comisión Nacional sobre Presión Política y Tortura", „Raport Valecha”)
- Salwador
  - Komisja Prawdy (Comisión de la Verdad)
- Fidżi
  - Komisja Pojednania i Jedności
- Gwatemala
  - Komisja Wyjaśnienia Historii (Comisión para el Esclarecimiento Histórico)
- Maroko
  - Komisja Sprawiedliwości i Pojednania (IER)
- Panama
  - Komisja Prawdy (Comisión de la Verdad)
- Peru
  - Komisja Prawdy i Pojednania (Comisión de la Verdad y Reconciliación)
- Południowa Afryka
  - Komisja Prawdy i Pojednania
- Sierra Leone
  - Komisja Prawdy i Pojednania
- Timor Wschodni
  - Komisja dla Osiągnięcia Pokoju i Pojednania we Wschodnim Timorze (Comissão de Acolhimento, Verdade e Reconciliação em Timor Leste)
- Stany Zjednoczone
  - Komisja Prawdy i Pojednania w Greensboro (GTRC)